# Tank všeobecného použití

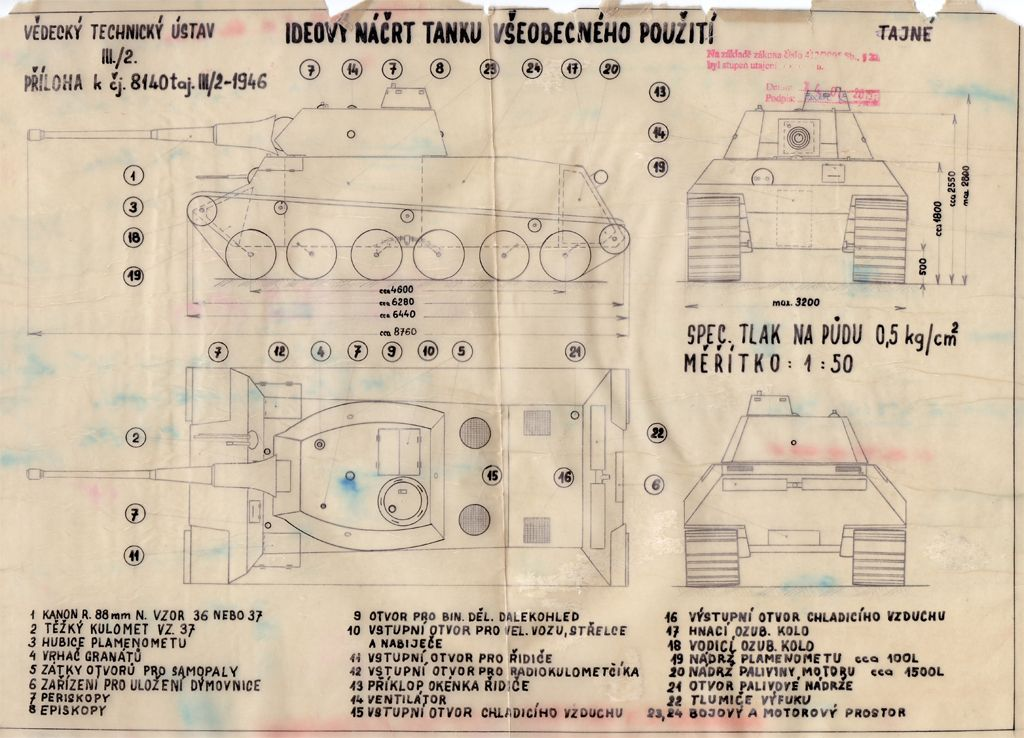
Náčrt tanku všeobecného použití z 1. března 1946

Tank všeobecného použití (TVP) byl poválečný program vývoje nového československého tanku, který měl nahradit řadu sovětských, německých i „západních“ typů ve výzbroji tehdejší československé armády.

## Počáteční návrhy
V roce 1945 velení československé armády rozhodlo, že základ obnovovaných tankových sil budou v příštích minimálně pěti letech tvořit sovětské střední tanky T-34/85, které doplňovaly britské tanky Cromwell z výzbroje čs. samostatné obrněné brigády nebo kořistní německé PzKpfw IV (v čs. armádě sloužily pod názvem T40/75). Plán počítal s tím, že po uplynutí uvedeného pětiletého období bude dokončen vývoj a zahájena výroba tanku domácí konstrukce, vzešlého z programu TVP.
Vojenský technický ústav (VTÚ) předložil dne 9. října 1945 Velitelství tankového vojska návrh programu výroby obrněných bojových vozidel, který zahrnoval lehký kolopásový transportér pro motorizovanou pěchotu, těžký průzkumný obrněný automobil, tank všeobecného použití (TVP) a těžký tank, který jako jediný neměl pocházet z domácí výroby, ale ze Sovětského svazu. Návrh středního tanku TVP, vycházejícího z československé, německé, britské i sovětské „tankové školy“, byl přednesen 2. oddělením III. odboru VTÚ dne 1. března 1946. VTÚ se také obrátil na potenciální výrobce TVP, a sice podniky Škoda a ČKD, které začaly následně pracovat na vlastních návrzích.

## Projekty tanků
První odpovědí Škodových závodů na studii VTÚ o tanku všeobecného použití byl projekt T-40. Návrh tanku o hmotnosti 40 tun, vyzbrojeného kanónem ráže 88 mm vz. 36N (německý KwK 36), je datován k 7. prosinci 1946. Oficiální žádost o výrobu prototypu vznesl VTÚ 28. března 1949, ovšem kvůli zkrácení vývoje byly oba tehdejší projekty (Škoda T-50 a ČKD T-51) sloučeny pod názvem T-50/51.
Tank T-50/51 měl být poháněn 16válcovým naftovým motorem Škoda AHK nebo ČKD AXK o výkonu 662–736 kW. Zcela v režii Škodových závodů byl vývoj věže a 100mm kanónu AK 1. Výzbroj měly doplňovat dva kulomety ráže 7,62 mm a jeden ráže 12,7 mm. Dřevěná maketa tanku byla objednána 27. května 1949 a termín předání kompletního prototypu byl stanoven na 30. dubna 1952.
Na základě tanku TVP měly vzniknout mimo jiné následující verze:
- 100mm ShPTK (samohybný protitankový kanón) 14,75/900-TVP – stíhač tanků (bez věže) pro tankové vojsko;
- 100mm ShPTK 14,75/950-TVP – stíhač tanků (s věží) pro dělostřelectvo;
- 152mm ShKH (samohybná kanónová houfnice) 43,5/675-TVP – samohybné dělo (bez věže) pro tankové vojsko;
- 152mm ShKH 43,5/675-TVP – samohybné dělo (s věží) pro dělostřelectvo.[2]

## Konec programu
V říjnu 1950 byl program TVP zastaven v důsledku stranického a vládního rozhodnutí o unifikaci výzbroje československé armády se sovětskou. Tento záměr obsahovala například smlouva o bezplatném poskytnutí licenčních podkladů na výrobu sovětských zbraní, uzavřená mezi ČSR a SSSR dne 7. července 1949. Na základě této smlouvy byla v Československu zahájena sériová výroba tanků T-34/85, které armáda přebírala od konce roku 1951. V Sovětském svazu se tento typ tanku nevyráběl již od roku 1946, protože se připravovala výroba nového středního tanku T-54, což ovšem Sověti nesdělili ani Čechoslovákům, ani Polákům, kteří rovněž zahájili licenční výrobu T-34/85. Konec programu TVP znamenal také konec samostatného vývoje československých tanků, přestože se pozdější Československá socialistická republika dostala až na třetí místo v žebříčku výrobců a exportérů tanků i dalších obrněných vozidel, a to především díky licenční vyrobě sovětských typů ve slovenských zbrojovkách.

## V populární kultuře
Několik verzí tanků vycházejících z programu TVP (včetně finální varianty T-50/51) bylo od poloviny prosince 2015 přidáno do počítačové hry World of Tanks v rámci československého „technologického stromu“.